# Schwarzerden
Schwarzerden là một đô thị thuộc huyện Bad Kreuznach trong bang Rheinland-Pfalz, phía tây nước Đức. Đô thị Schwarzerden có diện tích 6,98 km², dân số thời điểm ngày 31 tháng 12 năm 2006 là 284 người.